# Mispál Attila
Mispál Attila (Budapest, 1966. január 14. –) Balázs Béla-díjas film-, televízió és színházi rendező, forgatókönyvíró, dramaturg.

## Élete
A Fazekas Mihály Fővárosi Gyakorló Gimnáziumban érettségizett Budapesten. Az Eötvös Loránd Tudományegyetem Bölcsészettudományi Karán latin, orosz, magyar nyelvi és irodalmi, valamint összehasonlító irodalomtörténeti tanulmányokat folytatott 1986 és 1992 között.

## Pályája
1992-97-ig a Balázs Béla Stúdió tagja, 1995–1997 februárjáig vezetőségi póttag. Első rövidfilmjét Tánc címmel szintén a Balázs Béla Stúdióban készítette 1990 és1992 között. 1992-1997-ig a Színház- és Filmművészeti Egyetem film- és tv rendező szakos hallgatója, osztályvezető tanára Gazdag Gyula, majd Herskó János. 1996-ban a 27. Magyar Filmszemle igazgatói tanácsadója (többekkel együtt Horváth György igazgató mellett). 1996 és 2006 között rendezőasszisztens több jelentős magyar filmben (Enyedi Ildikó: Tamás és Juli, Simon Mágus; Pacskovszky József: A mi szerelmünk; Szaladják István: Aranymadár; Mészáros Márta: A csodálatos mandarin; Cantu Mari: Rózsadomb; Dárday István-Szalai Györgyi: Az emigráns – Minden másképp van) néhány nemzetközi produkcióban, és olykor casting directorként is tevékenykedik. 1997-ben a nagykanizsai 44. Országos Független Film és Videó Fesztivál zsűrijének tagja. 1997 és 2004 között a Bárka Színház Írói Műhelyének tagja, a Bárka Mozgókép Fedélzetének vezetője. 2001-ben a 32. Magyar Filmszemle játékfilmes zsűrijének tagja. 2003 és 2015 között számos alkalommal meghívott előadó a Faludi Ferenc Akadémián, a Pázmány Péter Katolikus Egyetemen és a Kaposvári Egyetem Művészeti Karán.
Eddigi legjelentősebb műve A fény ösvényei című nagyjátékfilmje, amely 2005-ben a 36. Magyar Filmszemlén hét kategóriában is dijat nyert.
2006 és 2012 között a debreceni Csokonai Színház Mozgókép Műhelyének művészeti vezetője.  
2008-ban színházi rendezőként is bemutatkozott (Molnár Ferenc: Olympia és a monumentális Liszt Ferenc: Krisztus-oratórium, mindkettő a Csokonai Színházban).
2004 óta minden év augusztus 20-án Szent István király intelmei-nek rendezője a Pannonhalmi Bencés Főapátságban.
2013 óta a debreceni DESZKA Fesztivál (a kortárs magyar drámáért) művészeti és szakmai programjának egyik válogatója és koordinátora.
Jelenleg is a Csokonai Színház munkatársa a Művészeti Műhely tagjaként.
2023-ban rendes tagjává választotta a Magyar Művészeti Akadémia.
Házas, két gyermek édesapja.

## Filmjei, TV-filmjei
- 2023 Út és kapu (Máthé Tibor operatőr) rendező
- 2022 "Törést csinálni a fénynek" (Ráczkevei Anna színművész) rendező
- 2022 Csillaghálóban V. / Hommage á Pilinszky János (dokumentumfilm) rendező
- 2021 Csillaghálóban IV. / Emlékek és gondolatok Pilinszky János írásművészetéről (dokumentumfilm) rendező
- 2021 Csillaghálóban III. / Emlékek Pilinszky János életéről és a korról, amelyben élt (dokumentumfilm) rendező
- 2021 A Szent István terem tekercsei (filmetűdök a budavári kiállításhoz) rendező
- 2020 A ráció prófétája (In memoriam Határ Győző) rendező
- 2019 Királylányok a pusztában (Tóth Erzsébet költő) rendező
- 2018 Születtem Magyarországon (Bereményi Géza) rendező
- 2018 Csillaghálóban II. / Emlékek szerelemről és barátságról Pilinszky János univerzumában (dokumentumfilm) rendező
- 2018 Mesterek és tanítványok (Sáros László György építész, fotográfus) rendező
- 2015 Csillaghálóban I. / Emlékek Pilinszky János európai útjairól (dokumentumfilm) rendező
- 2015 Marslakó a Tündér utcából (Temesi Ferenc szegedi író) rendező
- 2015 Csontváry-tekercsek (filmetűdök a budavári Csontváry-kiállításhoz) rendező
- 2014 Dal a Sümegvár utcából (Balassa Sándor zeneszerző) rendező
- 2014 Zsolnay-tekercsek (filmetűdök a budavári Zsolnay-kiállításhoz) rendező
- 2013 Szimfóniák – filmetűdök Weöres Sándor versszövegeire – rendező
- 2011 „Sírba visztek” – a Bizottság a Műcsarnokba megy (dokumentumfilm a Bizottság együttesről) rendező
- 2011 Hív a Hold (Christian Paccoud és a „szegények zongorája” – portréfilm) rendező
- 2011 "L’amour est voyant" (dokumentumfilm Valère Novarina Képzeletbeli operett c. debreceni előadásának párizsi vendégjátékáról / francia változat) rendező
- 2011 Szilaj szabadság (Béres Ilona színművész portréja) rendező
- 2011 Az ötödik debreceni DESZKA Fesztivál krónikája (dokumentumfilm) rendező
- 2010 Molnár Ferenc: Olympia (a színházi előadás felvétele) rendező
- 2010 Éber álom (dokumentumfilm Valère Novarina Képzeletbeli operett című debreceni előadásának párizsi vendégjátékáról) rendező
- 2010 Kettős portré: Magyar Attila és a vajdasági Tanyaszínház (dokumentumfilm) rendező
- 2010 Győrffy András marosvásárhelyi színművész portréja rendező
- 2009 Nem bánok semmit sem (Vári Éva színművész portréja) rendező
- 2009 Volt egyszer egy kiállítás I. – II. (dokumentumfilm a debreceni MODEM Kis Magyar Pornográfia című kiállításáról) rendező
- 2009 Blaskó Péter színművész portréja (Színlap-portrék) rendező
- 2008 Liszt Ferenc: Krisztus oratórium (színházi felvétel) rendező
- 2008 Máté Gábor színművész, rendező portréja (Színlap-portrék) rendező
- 2007 Maca néni (Karna Margit szabadkai színművész portréja) rendező
- 2007 John Millington Synge: A nyugati világ bajnoka (színházi felvétel) rendező
- 2007 Trenszilvénien Blúz (Kovács András Ferenc marosvásárhelyi költő portréja) rendező
- 2007 Méhek tánca (TV-film) rendező, társ-forgatókönyvíró
- 2007 Az első debreceni DESZKA Fesztivál krónikája rendező
- 2006 Egy eljövendő élet (dokumentumfilm-esszé Pier Paolo Pasolini művészi és politikai időszerűségéről) rendező
- 2006 Prágai utazás (Cserhalmi György színművész portréja) rendező
- 2006 Az első debreceni JEL Fesztivál krónikája (Nagy József és barátai) rendező
- 2006 Életre kelt könyvek 1-8. (ismeretterjesztő sorozat) rendező
- 2006 Dusa Ödön magán(y)színháza (dokumentumfilm) rendező
- 2005 A fény ösvényei (játékfilm) rendező, társ-forgatókönyvíró
- 2005 A szabadság asszonyai (Hölgyek a márciusi ifjak oldalán – ismeretterjesztő film) rendező
- 2005 „Pegenini” (Pege Aladár nagybőgő művész portréja) rendező
- 2005 Villanások – Básti Juli arcai (portréfilm) rendező
- 2005 Fábry Sándor portréja (Duna-Kézjegy) rendező
- 2004 Magyar emlékek Európában – Londoni magyar emlékek nyomában (dokumentumfilm) rendező
- 2004 Munkácsy Mihály Krisztus-trilógiája (dokumentumfilm) rendező
- 2003 Jovánovics 2003 (Jovánovics György szobrászművész portréja) rendező
- 2003 Bereményi Géza történelme (portréfilm) rendező
- 2003 Tropical Transform Quintet: A szivárvány alatt (koncertfilm) rendező
- 2003 Fiatalok a „tűzvonalban” (a marosvásárhelyi végzős "színisek" közös portréja) rendező
- 2002 Egymást olvasva – magyar regénytükör az ezredfordulón (ismeretterjesztő film) rendező
- 2002 Kisvárdai anziksz (beszámoló a Határon Túli Magyar Színházak Fesztiváljáról) rendező
- 2002 „Mondottam ember: küzdj és bízva bízzál” (dokumentumfilm-esszé Az ember tragédiája értelmezési lehetőségeiről) rendező
- 2002 Lator László költő portréja (a Magyar Televízió Kézjegy sorozatában) rendező
- 2002 „Az ének őrzi az időt” (Tálentum – Budai Ilona népdal énekes portréja) rendező
- 2001 Maraton (Kovács Lajos színművész portréja) rendező
- 1999 Megtalált dalok (Tálentum – Cseh Tamás portré) rendező
- 1999-2004 Cseh Tamás: Összes dalok időrendben I.-IX. (koncertfilm-sorozat) rendező
- 1997 Altamira (kisjátékfilm) rendező
- 1996 Angst (kisjátékfilm) rendező, forgatókönyvíró
- 1996 Mesélő I.-II.-III.(dokumentumfilm) rendező
- 1994 Hajszál és csengettyű (kisjátékfilm) rendező, forgatókönyvíró
- 1993 Öreg molnár és szélmalom (dokumentumfilm) rendező, forgatókönyvíró
- 1992 Tánc (kísérleti film) rendező, forgatókönyvíró

## Színházi munkái
- Égi és földi szerelem / a középkor nyugat-európai költészete (rendező, dramaturg, 2015, Csokonai Színház)
- Tóth Erzsébet: Kőrózsa (rendező, dramaturg, 2015, Csokonai Színház)
- Borbély Szilárd: A testhez (rendező, dramaturg, 2014, Csokonai Színház)
- A völgy kapujában / Herbert, Miłosz, Szymborska (rendező, dramaturg, 2013, Csokonai Színház)
- A méz dala / Federico Garcia Lorca (rendező, dramaturg, 2013, Csokonai Színház)
- Kóbor csillag (rendező, társíró, 2012, Csokonai Színház)
- Kőrózsa betonszív (rendező, dramaturg, 2010, Csokonai Színház)
- Liszt Ferenc: Krisztus – oratórium (rendező, 2008, Csokonai Színház)
- Molnár Ferenc: Olympia (rendező, 2008, Csokonai Színház)
- Johann Wolfgang Goethe: A Zöld Kígyó és a Szép Liliom (a rendező munkatársa, 2010, Csokonai Színház)

## Díjai
- Öreg molnár és szélmalom

1994. Los Angeles – a Nemzetközi Dokumentumfilm Szövetség /IDA/ elismerő diplomája
Kijev – a legjobb főiskolai program része
- Hajszál és csengettyű

1994. München – a német producerek társaságának első díja
/VFF Young Talent Award/
- Angst

1996. Magyar Filmszemle – a legjobb főiskolás film díja
Közép-Európai Kezdeményezés /Central European Initiative/
Nemzetközi Televíziós Fesztivál – a legjobb kísérleti film díja
a Magyar Televízió Nívódíja
- Altamira

1998. Magyar Filmszemle – a legjobb kísérleti film díja
Brno – különdíj és elismerő diploma
Houston – oklevél a döntőbe jutásért
- A fény ösvényei

2005. Magyar Filmszemle – hét díj: a legjobb elsőfilm, a Diákzsűri fődíja, Arany Olló vágói díj, Arany Mikrofon hangmérnöki díj, a legjobb férfi alakítás díja, a legjobb férfi epizódszereplő díja, produceri díj
- Balázs Béla-díj (2014)